# Egínio
Egínio ou Aigínio, en grec moderne : Αιγίνιο, est une petite ville et le siège du dème de Pýdna-Kolindrós, en Macédoine-Centrale, Grèce.
Selon le recensement de 2011, la population d'Egínio compte 4 153 habitants.
Au nord-est se trouve la rivière Aliákmon, à l'est le golfe Thermaïque et au sud et sud-ouest les monts Olympe et ceux de Piérie. 
Ses habitants sont des locaux, des réfugiés de la Thrace orientale (1923) et des réfugiés de la Roumélie orientale (1925). La ville est située à 32 kilomètres, par route, de la capitale du district régional, Kateríni.